# Tails of Iron 2: Whiskers of Winter
Tails of Iron II: Whiskers of Winter ist ein Action-Rollenspiel des britischen Entwicklers Odd Bug Studio, veröffentlicht von United Label am 28. Januar 2025 für PlayStation 4, PlayStation 5, Xbox One, Xbox Series, Nintendo Switch und Windows. Es handelt sich um den Nachfolger des 2021 erschienenen Tails of Iron und setzt dessen düster-fantastisches Setting mit anthropomorphen Tieren fort.

## Handlung
Der Spieler übernimmt die Rolle von Arlo, dem Erben des Wächters der Ödlande, dessen Heimat von den Dunklen Flügeln – einer Armee aus Fledermäusen – zerstört wird. Nach der Vernichtung seiner Festung begibt sich Arlo auf eine Rachemission, um das Königreich Ratdom vor einer uralten, blutrünstigen Bedrohung zu retten. Die Geschichte wird erneut von Doug Cockle (Stimme von Geralt aus The Witcher 3) erzählt und kombiniert trockenen Humor mit epischen Erzählelementen.

## Spielprinzip
Das Spiel erweitert die Soulslike-Formel des Vorgängers durch strategische Kämpfe, die Timing, Ausweichen und Parieren betonen. Neu hinzugekommen sind:
- Magie-System: Vier Elementarzauber (Feuer, Gift, Eis, Blitz) mit Cooldowns.
- Elementarschaden: Waffen und Rüstungen mit resistenzbasierten Effekten.
- Greifhaken: Ermöglicht schnellere Bewegung durch die erweiterte Spielwelt.
- Beast Hunts: Jagd auf 15 legendäre Bestien, die wertvolle Ressourcen freigeben.
- Festungsausbau: Schmieden, Kochsystem und Fallenkonstruktion zur Stärkung der Basis.

Die Spielwelt umfasst sieben Biome, darunter verschneite Berglandschaften und gefrorene Wälder, die durch eine handgezeichnete, an mittelalterliche Holzschnitte angelehnte Grafik gestaltet sind.

## Rezeption
Das Spiel wurde von den Kritikern vorwiegend positiv aufgenommen. Der Videospielkritiker-Portal OpenCritic gibt für das Spiel einen Schnitt von 83 % der Top-Kritiker an, basierend auf 57 Kritiken. Bei Metacritic konnte ein Metascore von 77 (PS5 und PC) bzw. 78 (Xbox Series X) erzielt werden. Dennoch wird Tails of Iron 2 im Vergleich zu seinem Vorgänger schlechter bewertet.
Laut GamePro verbessert der Nachfolger die Mechaniken des Vorgängers, bietet mit 15–20 Spielstunden mehr Umfang und eine abwechslungsreichere Welt. Kritikpunkte waren repetitive Nebenquests und eine überladene Steuerung. Dennoch wurde die herausfordernde Bosskampf-Design und die charmante Präsentation gelobt.